# 小行星23055
小行星23055（23055 Barbjewett）是一颗绕太阳运转的小行星，为主小行星带小行星。该小行星于1999年12月19日发现。

## 轨道参数
小行星23055的轨道半长轴为361 377 006 km，2.4156217 UA，离心率为0.166。